# Quarles Range
Die Quarles Range ist ein hoher und schroffer Gebirgszug in der antarktischen Ross Dependency. Er erstreckt sich vom Polarplateau zwischen dem Cooper- und dem Bowman-Gletscher im Königin-Maud-Gebirge bis zum Rand des Ross-Schelfeises.
Einige Gipfel des Gebirgszugs wurden 1911 vom norwegischen Polarforscher Roald Amundsen bei dessen Südpolexpedition (1910–1912) gesichtet. Eine detaillierte Kartierung erfolgte bei der Byrd Antarctic Expedition (1928–1930). Das Advisory Committee on Antarctic Names benannte den Gebirgszug 1966 nach dem US-amerikanischen Politiker Donald A. Quarles (1894–1959), United States Secretary of the Air Force von 1955 bis 1957 und United States Deputy Secretary of Defense von 1957 bis 1959.

## Weblinks

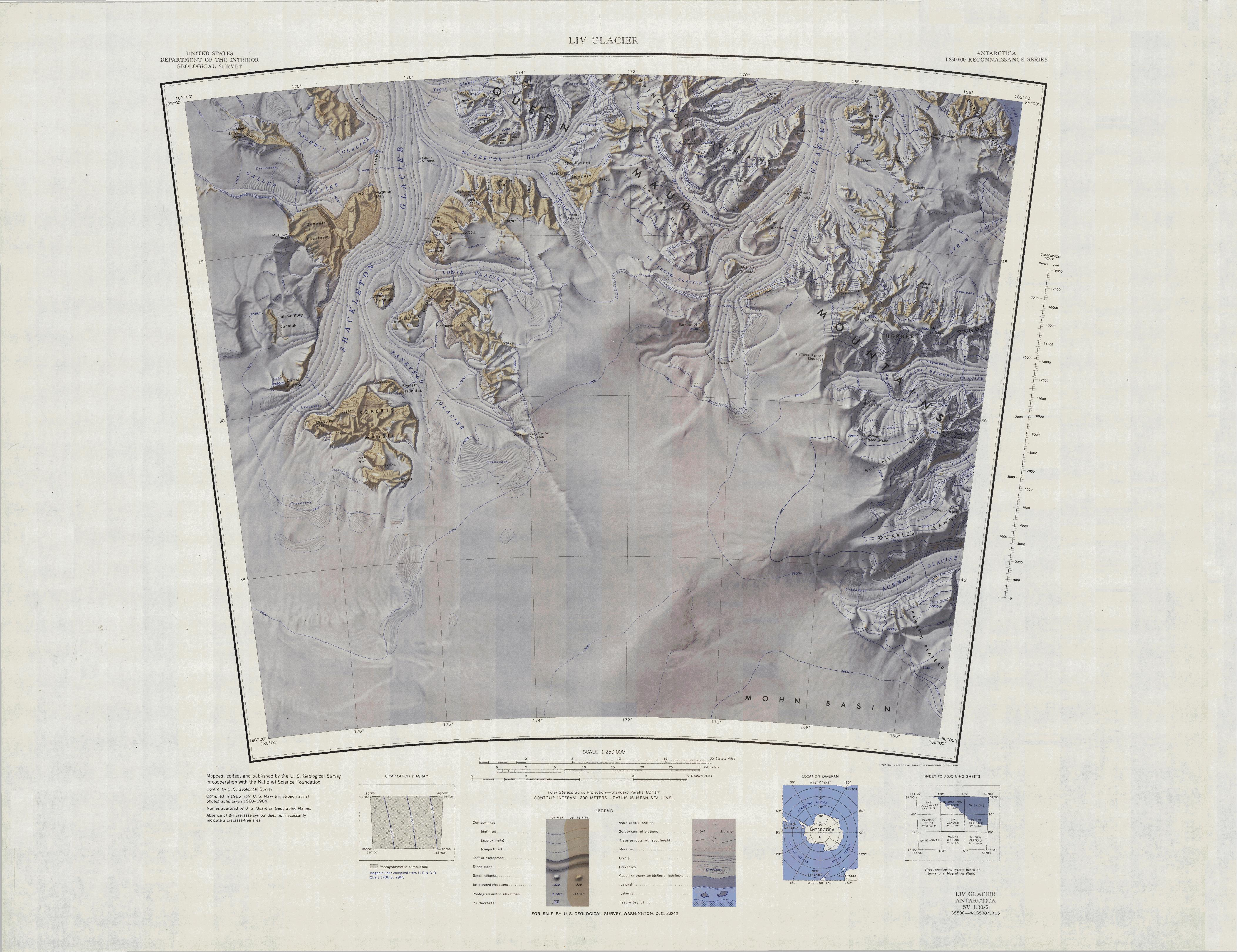
Westteil im südöstlichen Viertel der Karte
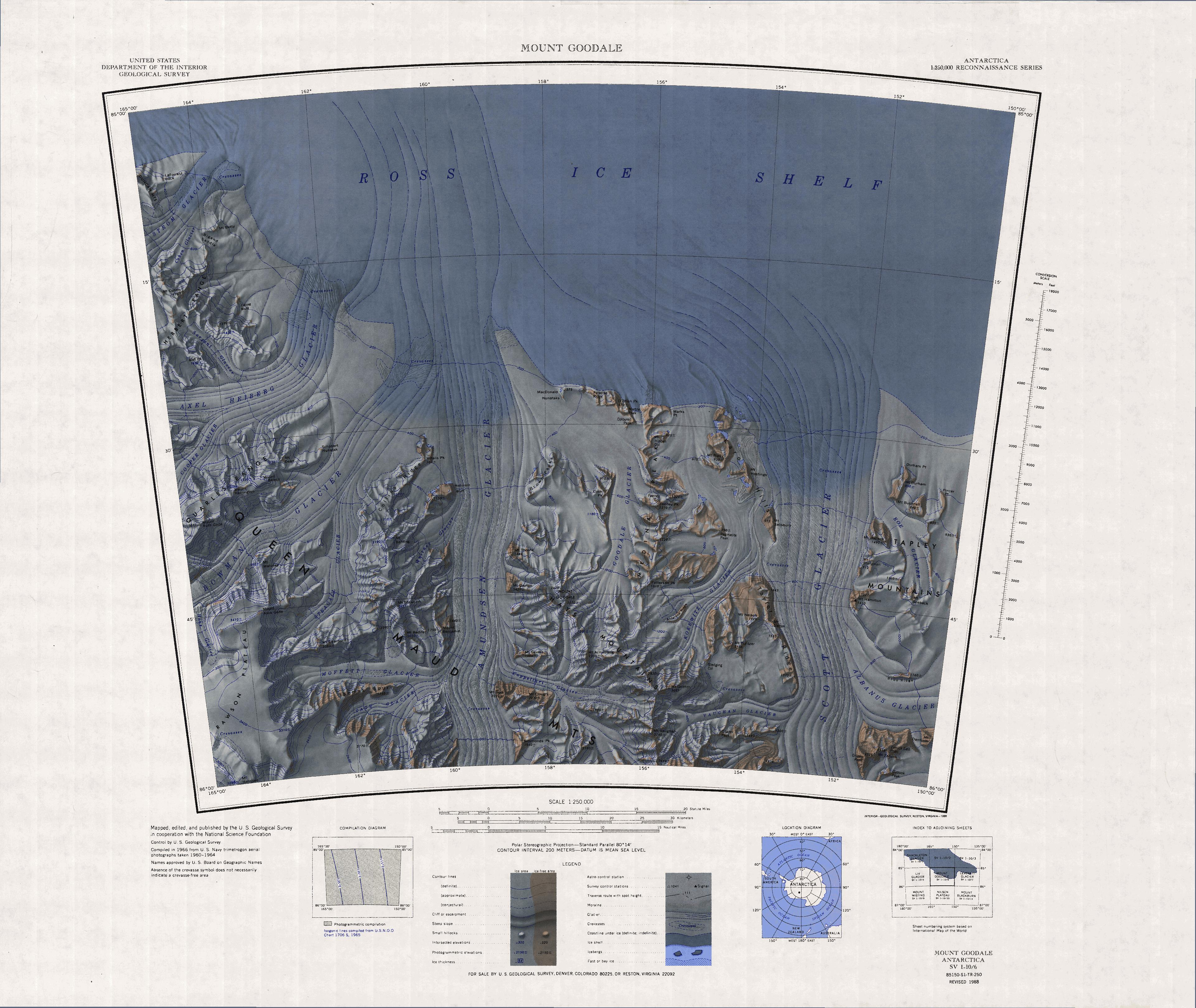
Ostteil in der Mitte des Westrandes der Karte